# El Guinardó
El Guinardó es un barrio de la ciudad de Barcelona, en España, perteneciente al distrito de Horta-Guinardó. 

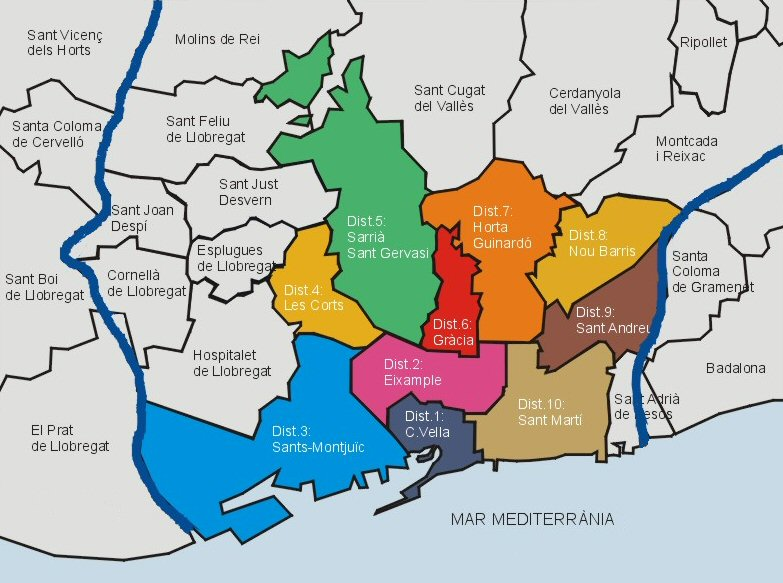
Ubicación de Guinardó, que se encontraría en la zona sur del distrito n.º 7.

El barrio de El Guinardó se encuentra dentro del antiguo municipio de San Martín de Provensals, en el límite de Horta (con el término del cual compartió algunos terrenos) y con Gracia, y se extiende por las laderas orientales del Monte Carmelo. Hasta los últimos decenios del siglo XIX el sector estuvo ocupado por campos de cultivo, canteras (el sector actual de Can Baró), pastos y casas de labor, entre las cuales el Mas Guinardó, que había de dar nombre al barrio, el Mas Viladomat, els Mas Casanoves, el Mas Vintró y la Torre dels Pardals.

## Historia
La urbanización de las tierras del Mas Guinardó y del Mas Viladomat se inició en 1896. El primero se encuentra en la plaza Salvador Riera, cerca de la Rambla de Volart, que va desde la avenida de San Antonio María Claret a la de la Virgen de Montserrat y forma uno de los ejes del barrio. El segundo se encontraba en la esquina de la avenida de San Antonio María Claret y la rambla de Volart, y las dos casas eran propiedad de Salvador Riera, que parceló las primeras tierras del futuro barrio (a pesar de que antes ya se habían construido pequeñas casas de esparcimiento). 
Otras casas que es necesario nombrar son Can Girapell (derruida en 2005 para construir viviendas públicas), Can Miralletes (donde ahora esta el instituto Moisés Broggi), la Torre Garcini (que guarda la biblioteca de Ramon d'Alòs-Moner, el gran erudito y bibliófilo), Can Mascaró (donde ahora está ubicada una escuela de educación especial), Can Ferrer, y el Mas Casanoves. En 1906, el Mas Guinardó o Can Guinardó (que según la tradición había sido habitada en el siglo XVII por Juan de Austria, que recibió a los consejeros de Barcelona de 1652) llegó a ser la entidad cultural y recreativa más representativa del barrio, que publicó La Rambla del Guinardó (1931) y que ha llegado, con altos y bajos, hasta nuestros días. 
En los años treinta era ya habitado por muchas familias de clase media (la casita y el huerto) y hasta los años cincuenta, como los otros barrios del valle de Horta, continuó siendo un barrio de campesinos, menestrales, granjeros, veraneantes y rentistas. La situación privilegiada del barrio lo convirtió en el objetivo preferente de la especulación y la fiebre de la construcción cambió del todo su fisonomía de barrio. El crecimiento inicial se hacía entre el Mas Guinardó y el camino de Horta; son vías importantes de la ronda del Guinardó (que ha quedado definitivamente abierta, desde la calle de Cartagena hasta el paseo de Maragall, a finales del mes de marzo de 1999), la avenida de la Virgen de Montserrat (abierta en 1913), que comunica con Gracia y el paseo de Maragall (1911), límite con Sant Andreu del Palomar.
El ritmo con que se edificó a partir de los años sesenta, con bloques de pisos que han densificado el sector de una forma extraordinaria y que motivaron la llegada de inmigrantes, ha dejado relativamente pocos espacios verdes. El parque del Guinardó, en el sector montañoso entre Horta y Gracia, de propiedad municipal desde 1910 y con jardines proyectados por Forestier (1916) y Rubio i Tudurí (1920) y el parque de las Aguas, entre la calle de las Camelias y la ronda del Guinardó y algunas pequeñas plazas como la de Maragall y la Catalana o los jardines de Frederica Montseny, que se abren al público este mismo año 1999.
La vida asociativa ha sido intensa. Antes de 1939 había diversas entidades relacionadas con los partidos y las tendencias políticas y el Ateneu Català del Guinardó. En la posguerra surgieron el Círculo Católico, centro de scouts, los Joves Amics del Guinardó, el Casal Calassanç, el Grup Torxa, el Centre de Cultura Joan Maragall, el Centre de Cultura Popular Montserrat o la Cooperativa Cultural Rocaguinarda. Los equipamientos sanitarios ultrapasan totalmente el ámbito del barrio (Hospital de la Santa Cruz y San Pablo, Clínica de la Alianza o casa de Reposo San Camilo). El Centro Cívico del Guinardó, situado en los terrenos del Torrent d'en Melis, fue el primero de Barcelona. Abrió sus puertas en 1982, siendo alcalde de la ciudad Narcís Serra.
El Guinardó continúa siendo un barrio sin industrias y mantiene un aire residencial. Han vivido en él personas de una cierta popularidad, como el líder anarquista Federico Urales (Joan Montseny),el poeta y dramaturgo Joan Brossa. Después de la guerra de 1936-1939, se instalaron diversas escuelas privadas y prestigiosas escuelas municipales como la Escola del Bosc, regentada por Dolors Palau, discípula de Rosa Sensat. La Escola del Mar fue trasladada al Guinardó cuando los pabellones que ocupaba en la Barceloneta fueron bombardeados durante la guerra.

## Demografía
El Guinardó cuenta con 35 679 habitantes, siendo el más poblado de los once barrios del distrito de Horta-Guinardó.

## Cultura
Juan Marsé, novelista galardonado con el premio Cervantes en 2008, sitúa gran parte de su mundo literario en este barrio, donde nació y pasó su infancia.